# Nikon Coolpix 3200
Le Nikon Coolpix 3200 est un appareil photographique numérique de type compact fabriqué par Nikon de la série de Nikon Coolpix.
Le 3200 est un appareil de dimensions réduites: 8,8 × 6,5 × 3,8 cm.

Présenté en janvier 2004, son boîtier de forme ergonomique lui assure une bonne prise. Il possède une définition de 3,2 mégapixels et est équipé d'un zoom optique de 3x.

Sa portée minimum de la mise au point est de 30 cm mais ramenée à 4 cm en mode macro.

Son automatisme gère 15 modes Scène pré-programmés afin de faciliter les prises de vues (paysage, portrait, macro, musée, fête/intérieur, rétro-éclairage, plage/neige, portrait nuit, feu d'artifice, nocturne, aube/crépuscule, panorama, reproduction, sports, coucher de soleil).

L’ajustement de l'exposition est automatique et permet également un mode manuel avec un ajustement dans une fourchette de ±2.0 par paliers de 0,33 EV.

La balance des blancs se fait de manière automatique, mais également semi-manuel avec des options pré-réglées (ensoleillé, lumière incandescent, tubes fluorescents, nuageux, flash).

La fonction "BSS" (Best Shot Selector) sélectionne, parmi une séquence de dix prises de vues successives, l'image la mieux exposée et l'enregistre automatiquement.

Son flash incorporé a une portée effective de 0,4 à 3,4 m et dispose de la fonction atténuation des yeux rouges et d'un dispositif d'éclairage AF.

Nikon a arrêté sa commercialisation en 2006.

## Caractéristiques
- Capteur CCD taille 1/2,7 pouce - 3,34 millions de pixels, effective : 3,2 millions de pixels
- Zoom optique: 3x, numérique: 4x
- Distance focale équivalence 35 mm: 38-115 mm
- Ouverture de l'objectif: F/2,8-F/4,9
- Vitesse d'obturation: 4 à 1/3000 seconde
- Sensibilité: ISO 50 à 200
- Stockage: Secure Digital SD - mémoire interne de 14,5 Mo
- Définition image maxi: 2048x1536 au format JPEG
- Autres définitions: 1600x1200, 1024x768 et 640x480
- Définitions vidéo: 160x120, 320x240 et 640x480 à 15 images par seconde au format QuickTime
- Connectique: USB, audio-vidéo composite
- Compatible PictBridge
- Écran LCD de 1,6 pouce - matrice active TFT de 80 000 pixels
- Batterie propriétaire rechargeable (2) Ni-MH type EL-MH1 ou piles AA (alcalines ou Ni-Mh)
- Poids: 140 g sans accessoires (batteries-mémoire externe)
- Finition: anthracite.